# 崔士成
崔士成（1574年—1609年），字志甫，號新潢，山西太原府保德州人，軍籍，明朝政治人物。

## 生平
万历二十二年（1594年）甲午科山西乡试舉人，三十二年（1604年），登甲辰科进士，都察院觀政，三十三年授户部主事，三十七年補户部主事，卒。